# هیستون

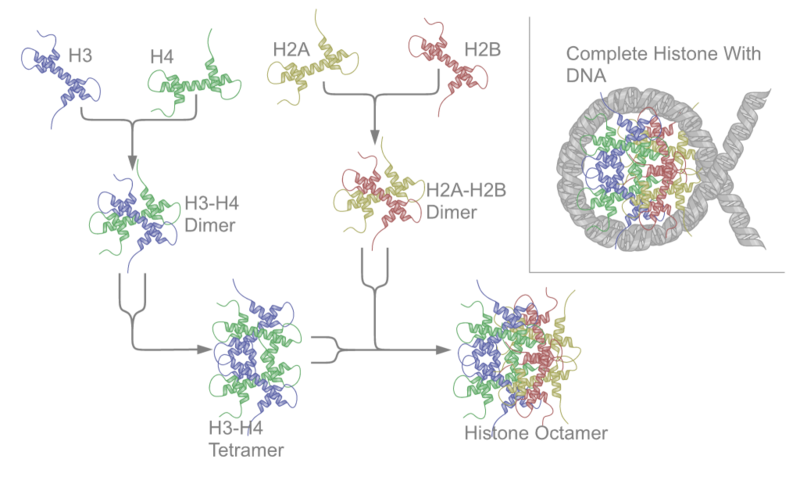
هیستون و نوکلئوزوم

هیستون‌ها، (به انگلیسی: Histone) پروتئین‌های موجود در هسته سلول‌های یوکاریوت هستند. رشته‌های دی‌ان‌ای به دور پروتئین‌های هیستون پیچ خورده و نوکلئوزوم را تشکیل می‌دهد. در هر نوکلئوزوم ۸ هیستون نقش دارند. هیستون‌ها همچنین در تشکیل کروموزوم نقش دارند. هیستون‌ها از جمله پروتئین‌های ساختاری به‌شمار می‌روند.

## گونه‌های هیستون

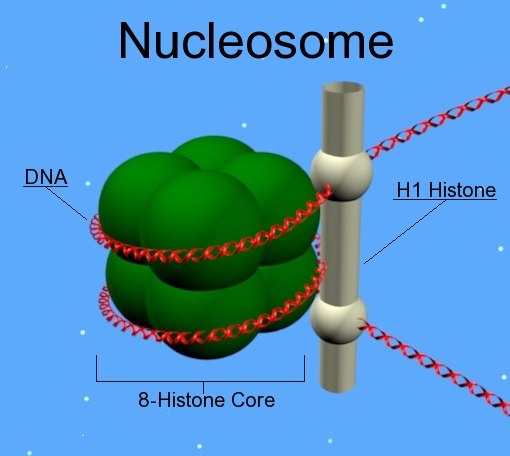
پروتئین‌های موجود در هسته سلول‌های یوکاریوت

۵ گونه هیستون وجود دارد که عبارت است از: H1،H2A,H2B,H3،H4. هیستون‌های H2A,H2B,H3،H4 در گونه‌های مختلف، تشابه بسیاری از نظر ساختمانی دارند اما هیستون اچ۱ از یک جاندار به جاندار دیگر متفاوت است؛ مثلاً در گلبول قرمز پرندگان این هیستون وجود ندارد و به‌جای آن، یک هیستون جدید به نام H5 موجود است.
تشابه ساختمانی هیستون‌ها در سلول‌های یوکاریوت نشان می‌دهد که همانندسازی آن‌ها در ساختمان‌های سه‌بعدی مشابهی انجام می‌شود که منطبق با کارکرد هیستون‌ها از آغاز تکامل بوده‌است.

## کارکرد هیستون‌ها
هیستون‌ها با داشتن بار الکتریکی مثبت با گروه‌های فسفات که بار الکتریکی منفی دارند در دی‌ان‌ای اتصال می‌یابند. هیستون اچ۱ نقش بسته‌بندی دارد و در جانداران مختلف یا حتی بافت‌های گوناگون یک جاندار متفاوت است.